# 野田屋菓子舗
有限会社野田屋菓子舗（のだやかしほ）は、愛知県一宮市今伊勢町の和菓子店である。
いちご大福と「さくらさくらの赤飯まんじゅう」を看板商品とする。
野田京一が1945年（昭和20年）5月に野田屋を創業。1973年に京一が急逝、それに伴いその息子が跡を継ぎ2代目となる、現在3代目が店を営む。2025年、創業80周年を迎える。全国菓子博覧会（菓子博）で3度の受賞歴がある。

## 沿革
- 1945年（昭和20年）5月に創業。
- 1973年に創業者である野田京一が急逝
- 1992年に有限会社 野田屋菓子舗として法人組織に移行。

## 受賞・認定
- 1970年 - 第一回日琉菓子博覧会 総裁賞[6]。
- 1975年 - 全日本和菓子展 日本伝統工芸賞
- 1984年 - 「美味よせ」 第20回全国菓子大博覧会名誉大賞。
- 1994年 - 「さくらさくらの赤飯まんじゅう」 第22回全国菓子大博覧会内閣総理大臣賞[7]
- 2010年 - 「あいちの名工愛知県優秀技能者表彰」1人目
- 2013年 - 「いちご大福」 第26回全国菓子大博覧会名誉総裁賞[8][9][10]
- 2017年 - 「国家検定　1級技能士」取得（1級菓子製造技能士）
- 2018年－ 一宮市観光物産品推奨品　認定『いちご大福』『さくらさくらの赤飯まんじゅう』[7][11]
- 2020年－ 愛知県観光土産品推奨品　認定『いちご大福』『さくらさくらの赤飯まんじゅう』[12]
- 「厚生労働省ものづくりマイスター」認定[13][14]
- 2021年-　 全国観光土産品推奨品　認定『いちご大福』『さくらさくらの赤飯まんじゅう』[15]
- 2022年－　愛知県大河ドラマ『どうする家康』認証『いちご大福』『さくらさくらの赤飯まんじゅう』[16][17]
- 2023年 - 伝統和菓子職　認定：全国和菓子協会。－『city fashion いちご大福』『野田満男』選･和菓子職 伝統和菓子職[18][19][20][21]
- －「愛知の名工-愛知県優秀技能者表彰」2人目[22][23][24][25]
- -　尾張國一之宮　真清田神社推薦『￥もなか（ひつじ最中）』発売。愛知県観光土産品推奨品　認定[26]
- 2025年-　『御菓印』認定[27][28][29][30][31][2][32][33]

## 主な製品

### いちご大福[3][34]
1985年3月より発売。創業40周年の新商品として開発。
全国観光土産品推奨品認定（2021年）
一宮市ふるさと納税返礼品。
愛知県公認アンテナショップ「あいちの食と物産アンテナショップ」出品（2020年）
愛知県大河ドラマ『どうする家康』認証
選･和菓子職 伝統和菓子職

### さくらさくらの赤飯まんじゅう
1990年5月より発売。創業45周年の新商品として開発。
全国観光土産品推奨品認定（2021年）
一宮市ふるさと納税返礼品。
愛知県大河ドラマ『どうする家康』認証

### ￥もなか（ひつじ最中）
- 尾張國一之宮　真清田神社推薦品
- 愛知県観光土産品推奨品　認定